# Zospeum tholussum
Zospeum tholussum é uma espécie de caracol terrestre oriundo de cavernas, um Pulmonado da família Ellobiidae. É uma espécie muito pequena com uma concha de até 2mm de altura, e uma largura a cerca de 1mm. São completamente cegos e possuem conchas translúcidas, com 5 ou 6 espirais. A segunda espiral de suas conchas tem uma forma de domo. São extremamente lentos, podendo depender de transporte passivo através de grandes animais aquáticos ou água corrente . O Zospeum tholussum foi descoberto em 2012 na caverna Lukina jama no sistema Trojama, entre profundidades de 743 a 1.392 m na Croácia, durante uma expedição de espeleologia. Foi formalmente descrito como uma nova espécie em 2013 pelo taxonomista Dr. Alexander M. Weigand. Em 22 de maio de 2014 o (IISE) declarou o caracol como sendo uma das 10 novas espécies de 2014, entre espécies descobertas em 2013. A razão à sua seleção é o seu habitat, que se encontra em completa escuridão dentro de uma caverna a cerca de 900 metros abaixo da superfície.